# Jan Dittrich
Jan Dittrich (29. ledna 1801 Strupčice – 2. července 1892 Praha) byl český zahradník, květinář, šlechtitel a podnikatel, majitel pražského zahradnictví Dittrich, posléze největšího soukromého zahradnictví v Rakousku-Uhersku. Byl prvním, kdo v celé monarchii uváděl na trh celou řadu nových rostlin (mj. chryzantémy a orchideje), zaměstnával vazače květin a stál u zrodu České společnosti pro zvelebení zahradnictví.

## Život

### Mládí
Narodil se do česko-německé rodiny pachtýře Caspara Dittricha a jeho manželky Kathariny, rozené Weisové. po absolvování základního vzdělání nastoupil roku 1815 jako zahradnický tovaryš na zámek Jezeří nedaleko Horního Litvínova, následně pak ve Schwarzenberské zahradě ve Vídni, v zahradnickém závodě Traugotta Seidla v Drážďanech a Kanálské zahradě na Královských Vinohradech u Prahy vlastěné podnikatelem Moritzem Zdekauerem. Roku 1827 získal místo zahradníka ve Valdštejnské zahradě u Pražského hradu na Malé Straně.

### Vlastní podnikání
V Praze se začal podílet na organizaci zahradnické spolkové činnosti. Spoluorganizoval první zahradnickou výstavu v Praze, jejíž výdělek posloužil k založení České společnosti pro zvelebení zahradnictví v letech 1842 až 1843. Dittrich pak po léta působil jako funkcionář spolku. Roku 1850 se Dittrich stal ředitelem valdštejnských zahrad. Téhož roku založil vlastní zahradnický podnik specializující se na pěstování a prodej zejména okrasných rostlin. Byl znamenitým šlechtitelem azalek, vedle běžného květinářského sortimentu byl také prvním, který v Rakouské monarchii nabídl k prodeji chryzantémy a orchideje. Zaměstnával rovněž jako množná první v Praze řezače a vazače květin, čímž kytice jeho zahradnictví dosáhly mimořádné úrovně.
Prosazoval také péči a rozšiřování veřejné zeleně v Praze a zasloužil se o proces zalesňování některých oblastí v okolí města. Okolo roku 1870 se vzdal funkce ředitele Valdštejnských zahrad ve prospěch svého syna Antonína, zahradnický podnik pak převzal syn Gustav. Po Gustavově smrti roku 1870 se jeho manželka oženila se zahradníkem Josefem Donátem (1839–1889), který podnik nadále rozšiřoval a ten se posléze stal největším svého druhu v Rakousku-Uhersku.

### Úmrtí
Jan Dittrich zemřel 2. července 1892 v Praze ve věku 91 let.

### Rodinný život
Jan Dittrich byl ženatý a byl otcem několika dětí. Jeho synové Gustav Dittich (1832–1870) Antonín Dittrich (1839–1897) se rovněž stali zahradníky.
Rodinný podnik pod značkou Dittrich po vzniku Československa zanikl poté, co byl odkoupen pražským zahradnictvím Strnad, díky čemuž se pak podnik stal největším pražským zahradnictvím.